# Bandera de Sora
La bandera oficial de Sora té la descripció següent:
Bandera apaïsada, de proporcions dos d'alt per tres de llarg, blanca, amb dos triangles rectangles verd fosc iguals i oposats, el primer amb un catet a la vora de l'asta, d'alçària 1/2 de la del drap i l'altre catet a la vora inferior de llargària 1/2 de la del mateix drap, carregat amb l'aixada groga de l'escut, de llargària 13/20 de l'alçària del drap posada paral·lela a la hipotenusa a una distància d'1/20 de l'alçària del drap; i el segon triangle carregat amb les àrpies grogues de l'escut, de llargària 13/20 de l'alçària del drap posades paral·leles a la hipotenusa a una distància d'1/20 de l'alçària del mateix drap; i amb la garba verd fosc de l'escut d'alçària 49/80 de la del drap, i amplària 5/20 de la llargària del mateix drap, centrada amb relació a les vores de l'asta i del vol i posada a 3/20 de la vora superior.

## Història
Va ser aprovada el 4 de gener de 2008 i publicada en el DOGC el 21 de gener del mateix any amb el número 5052.
Està basada en l'escut heràldic de la localitat.